# Dieter Kurrat
Dieter Kurrat (Dortmund, 1942. május 15. – 2017. október 27.) német labdarúgó, edző.

## Sikerei, díjai
Borussia Dortmund
- Nyugatnémet bajnokság (Bundesliga)
  - 2.: 1965–66
- Nyugatnémet kupa (DFB-Pokal)
  - győztes: 1965
  - döntős: 1963
- Kupagyőztesek Európa-kupája (KEK)
  - győztes: 1965–66